# Peritrichia proboscidea
Peritrichia proboscidea är en skalbaggsart som beskrevs av Fabricius 1775. Peritrichia proboscidea ingår i släktet Peritrichia och familjen Melolonthidae. Inga underarter finns listade i Catalogue of Life.